# Ropalidia romandi
Ropalidia romandi (лат.) — вид ос-полистин рода Ropalidia (Polistinae).
Обитают в северной и восточной Австралии. R. romandi  — роевая оса, устраивающая многолетние бумажные гнезда.
Поскольку роевые колонии могут содержать более одной королевы, откладывающей яйца, они, как правило, ставят под сомнение современную теорию родственного отбора, поскольку не соответствуют правилу Уильяма Гамильтона о гаплодиплоидности эусоциальных перепончатокрылых, согласно которому все сестры от одного спаривания одной королевы с партеногенетически произведенным самцом будут иметь 75 % общих генов. Эта оса часто имеет несколько веерокрылых эндопаразитов и при угрозе наносит очень болезненное жало.

## Таксономия и филогения
Ropalidia romandi, впервые описанная Эли Жан Франсуа Ле Гийу (Élie Jean François Le Guillou) в 1841 году, относится к подсемейству полистин. Он содержит два подвида, R. romandi romandi (Le Guillou 1841) и  R. romandi cabeti (de Saussure 1853). Ropalidia единственный род в Polistinae, который содержит как самостоятельно размножающиеся виды, основанные только одной или несколькими оплодотворенными самками, так и роевые виды. Роевые виды в пределах Ropalidia, таким образом, должны были развиваться независимо от роевых видов, найденных в других родах полистин. Этот род распространён по Океании и Старому Свету и насчитывает около 180 видов. Он и три других рода полистин Старого Света образуют монофилетическую группу.

## Описание
Ropalidia romandi уникальна своей общей желтой окраской, с темно-коричневыми отметинами на груди и брюшке. Размером около 12 мм, R. romandi считается мелкой осой. Первый сегмент брюшка у Ropalidia более узкий, чем последующие сегменты. У R. romandi передние крылья складываются по длине, когда они отдыхают, что является общей характеристикой бумажных ос.

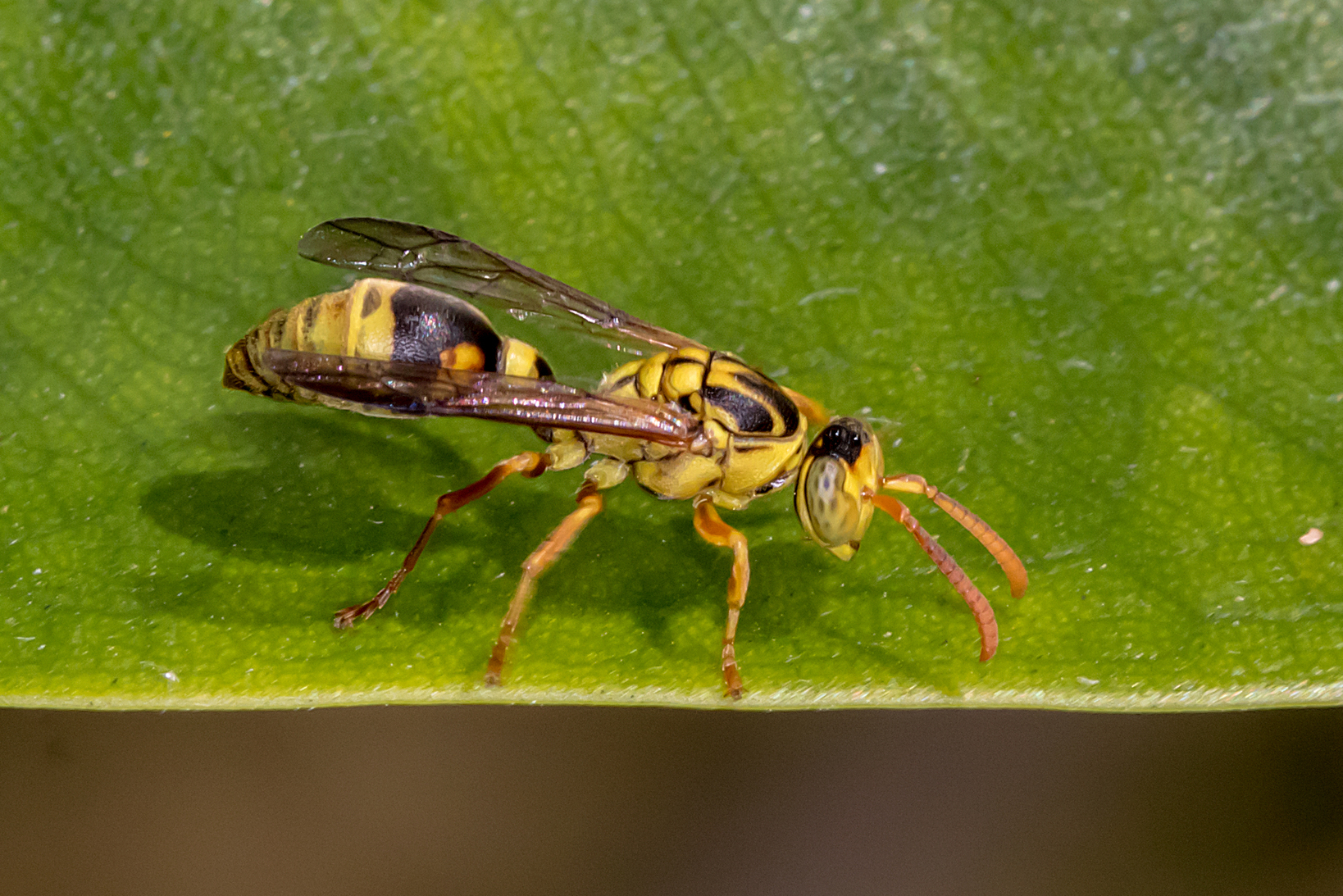

## Значение для человека
Хотя все осы жалят неприятно, жало R. romandi известно тем, что оно очень болезненно. Кроме того, поскольку R. romandi — бумажная оса, она способна многократно жалить, не умирая. R. romandi наиболее агрессивны, если роятся, если их гнезда потревожены или если осы чувствуют угрозу своему гнезду. Если осы чувствуют угрозу, они могут вылететь из гнезда и преследовать агрессора. Если вас когда-нибудь настигнут осы, рекомендуется оставаться как можно более неподвижным и медленно отходить. Резкие движения будут расценены как агрессивные действия и приведут к большему количеству укусов.